# Antonio María Barbieri
Antonio María Barbieri (Montevideo, 12 ottobre 1892 – Montevideo, 6 luglio 1979) è stato un cardinale e arcivescovo cattolico uruguaiano.

## Biografia
Fu battezzato con il nome di Alfredo. L'8 dicembre 1913 entrò nell'Ordine dei frati minori cappuccini. Nel 1915 fu inviato in Italia, ricevette infatti l'abito di novizio l'8 settembre di quello stesso anno a Genova ed emise i voti religiosi nel 1916. Studiò nei seminari del suo ordine e poi alla Pontificia Università Gregoriana, ove il 9 luglio 1923 conseguì il dottorato in teologia.
Intanto, il 17 dicembre 1921 era stato ordinato sacerdote. Rifiutò poi un posto da docente nel Collegio Internazionale del suo ordine a Roma e tornò in Uruguay per impegnarsi in compiti di pastorale e di studio. Nel 1926 divenne rettore del Collegio Concordia di Buenos Aires e nel 1929 guardiano del collegio cappuccino di Montevideo.
Il 6 ottobre 1936 fu nominato arcivescovo titolare di Macra e arcivescovo coadiutore di Montevideo e l'8 novembre dello stesso anno fu consacrato vescovo dall'arcivescovo Filippo Cortesi, nunzio apostolico in Uruguay.
Il 20 novembre 1940 succedette come arcivescovo di Montevideo.
Papa Giovanni XXIII lo elevò al rango di cardinale nel concistoro del 15 dicembre 1958 e il 18 dicembre dello stesso anno ricevette il titolo di San Crisogono. Fu il primo uruguaiano a pervenire alla porpora cardinalizia.
Partecipò al Concilio Vaticano II e al conclave del 1963, che elesse papa Paolo VI.
Il 17 novembre 1976, all'età di 84 anni, rinunciò al governo pastorale della sua arcidiocesi.
Morì a Montevideo e fu sepolto nella cattedrale della città.

## Genealogia episcopale e successione apostolica
La genealogia episcopale è:
- Cardinale Scipione Rebiba
- Cardinale Giulio Antonio Santori
- Cardinale Girolamo Bernerio, O.P.
- Arcivescovo Galeazzo Sanvitale
- Cardinale Ludovico Ludovisi
- Cardinale Luigi Caetani
- Cardinale Ulderico Carpegna
- Cardinale Paluzzo Paluzzi Altieri degli Albertoni
- Papa Benedetto XIII
- Papa Benedetto XIV
- Papa Clemente XIII
- Cardinale Bernardino Giraud
- Cardinale Alessandro Mattei
- Cardinale Pietro Francesco Galleffi
- Cardinale Giacomo Filippo Fransoni
- Cardinale Carlo Sacconi
- Cardinale Edward Henry Howard
- Cardinale Mariano Rampolla del Tindaro
- Cardinale Antonio Vico
- Arcivescovo Filippo Cortesi
- Cardinale Antonio María Alfredo Barbieri, O.F.M.Cap.

La successione apostolica è:
- Vescovo Miguel Balaguer (1963)